# Brodsky Synagoge (Odessa)

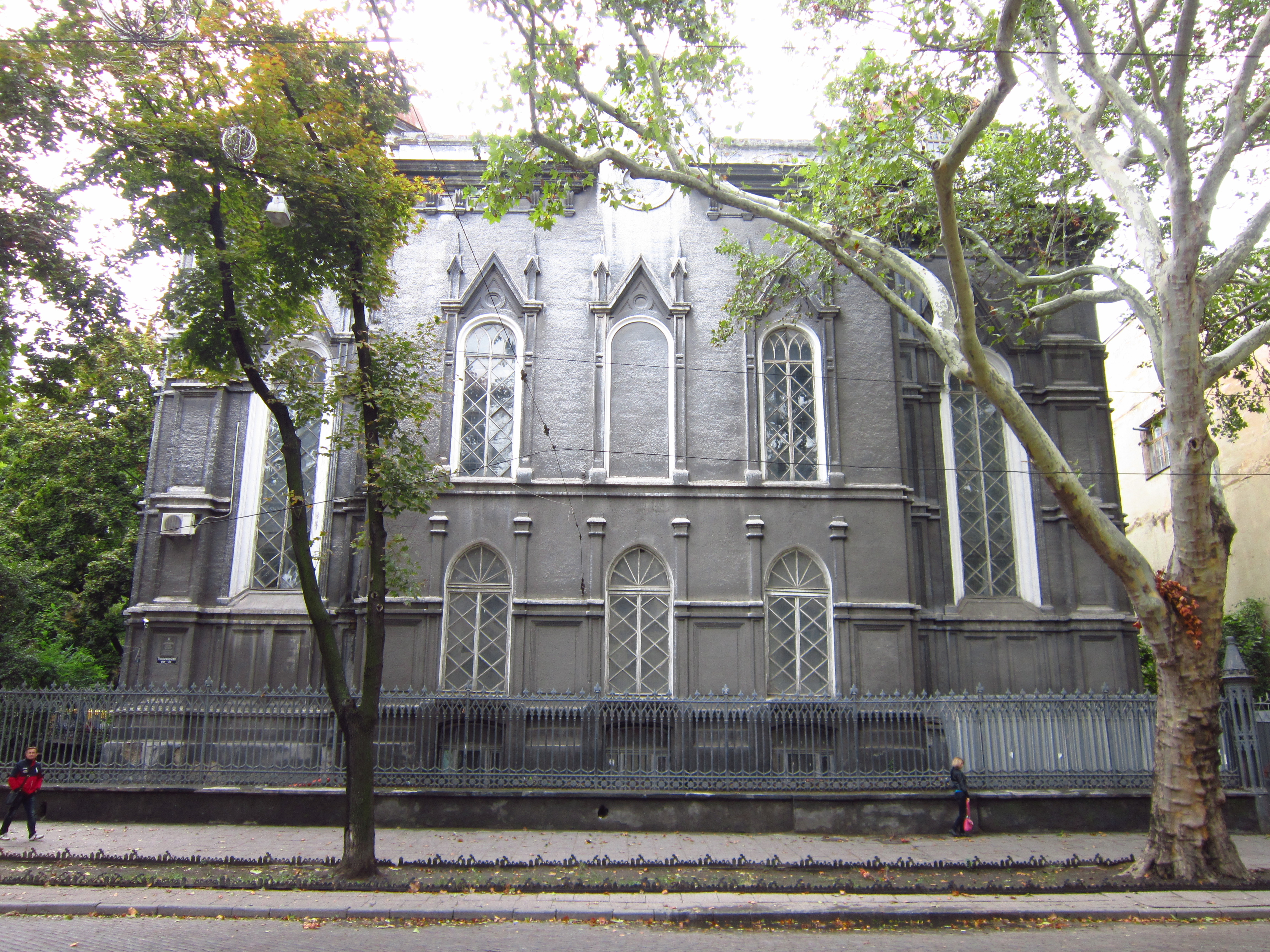
Brodsky-Synagoge

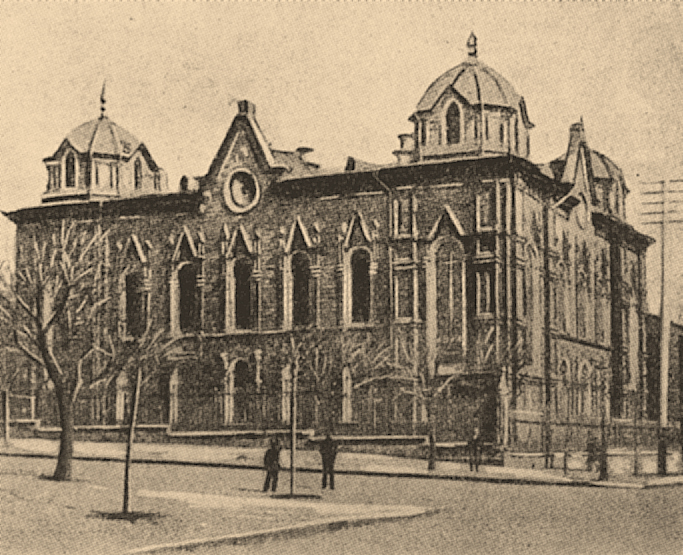
Brodsky-Synagoge in Odessa vor 1906

Die Brodsky Synagoge in der ukrainischen Stadt Odessa wurde in den Jahren 1863 bis 1868 von jüdischen Einwanderern aus dem galizischen Brody erbaut. Sie gehörte zu den ersten Choral-Synagogen im russischen Kaiserreich und war die damals größte Synagoge in dessen Süden.

## Geschichte
Nach der Oktoberrevolution wurde sie 1925 (oder 1927) in den Rosa-Luxemburg-Arbeiterklub umgewandelt. Später beherbergte sie das Odessaer Archiv, verfiel aber immer mehr.
Im Jahr 2016 wurde sie zurück an die jüdische Gemeinde gegeben und soll nach der Renovierung das Odessaer jüdische Museum und Toleranzzentrum beherbergen.

## Architektur
Die Synagoge ist im neugotischen Stil errichtet. Vier Türme mit Kuppeln und kleinen Türmchen befinden sich an den Ecken.
Das ursprüngliche Innere ist nur von zwei Bildern bekannt. Der niedrige, hölzerne Toraschrein erstreckte sich über die ganze Wandfläche. Davor befand sich die Bima, die bisher in den Synagogen in der Mitte des Raums stand, sowie genügend Platz für den Kantor und den Chor. Im Jahr 1909 wurden Umbauten durchgeführt, um Platz für eine Orgel zu schaffen. Dies war vermutlich die erste Orgel in einer Synagoge in Osteuropa.